# Leigh Harline
Leigh Adrian Harline (Salt Lake City, 26 marzo 1907 – Long Beach, 10 dicembre 1969) è stato un compositore statunitense, noto soprattutto per le colonne sonore di vari film.

## Biografia
Nato nello Utah, a Salt Lake City, lavorò per numerose stazioni radiofoniche prima di entrare a far parte come arrangiatore, nel 1932, della Walt Disney Productions.

### Alla Disney
Laureato all'Università dello Utah, Harline era il direttore musicale per una radio locale di Los Angeles quando fu ingaggiato da Walt Disney per comporre la colonna sonora alla serie Sinfonie allegre negli anni '30. Con Frank Churchill, Larry Morey e Paul J. Smith, Harline è il responsabile di numerose colonne sonore della Disney, come "I'm Wishing," "Whistle While You Work," "Heigh Ho" e "Some Day My Prince Will Come."
Harline lasciò la Disney nel 1941 per comporre con altri studios, in progetti come Road to Utopia, con Bob Hope e Bing Crosby, nel 1945.

### Premi e riconoscimenti
Nel 1941, vinse il premio Oscar per la canzone When You Wish Upon a Star di Pinocchio.

## Filmografia parziale
- Fanfara (The Band Concert), regia di Wilfred Jackson (1935)
- Biancaneve e i sette nani (Snow White and the Seven Dwarfs), regia di David Hand (1937)
- La preda (The Lone Wolf Spy Hunt), regia di Peter Godfrey (1939)
- Una ragazza allarmante (Good Girls Go to Paris), regia di Alexander Hall (1939)
- Pinocchio, registi vari (1940)
- L'idolo delle folle (The Pride of the Yankees), regia di Sam Wood (1942)
- Tra le nevi sarò tua (Iceland), regia di H. Bruce Humberstone (1942)
- Hotel Mocambo  (Step Lively), regia di Tim Whelan (1944)
- La nave della morte (Follow the Boys), regia di A. Edward Sutherland (1944)
- I cercatori d'oro (Road to Utopia), regia di Hal Walker (1946)
- La fortuna è femmina (Lady Luck), regia di Edwin L. Marin (1946)
- Notturno di sangue (1946)
- Beat the Band (1946)
- La moglie celebre (The Farmer's Daughter), regia di H.C. Potter (1947)
- A Likely Story, regia di H.C. Potter (1947)
- Serenata messicana (Honeymoon), regia di William Keighley  (1947)
- Vento di primavera (The Bachelor and the Bobby-Soxer), regia di Irving Reis (1947)
- The Judge Steps Out (1947)
- La grande conquista (Tycoon), regia di Richard Wallace (1947)
- Il miracolo delle campane, regia di Irving Pichel (1948)
- La casa dei nostri sogni, regia di Henry C. Potter (1948)
- Il ragazzo dai capelli verdi, regia di Joseph Losey (1948)
- Ogni ragazza vuol marito, regia di Don Hartman (1948)
- Lo schiavo della violenza (The Woman on Pier 13), regia di Robert Stevenson (1949)
- Il gigante di New York (Easy Living), regia di Jacques Tourneur (1949)
- Intermezzo matrimoniale (1950)
- N.N. vigilata speciale (The Company She Keeps), regia di John Cromwell (1951)
- Il magnifico scherzo (1952)
- Il suo tipo di donna (1952)
- Hanno ucciso Vicki (1953)
- Mano pericolosa (1953)
- Susanna ha dormito qui (Susan Slept Here), regia di Frank Tashlin (1954)
- L'amante sconosciuto (Black Widow), regia di Nunnally Johnson (1954)
- L'altalena di velluto rosso (The Girl in the Red Velvet Swing)  regia di Richard Fleischer - tema musicale (1955)
- Dove la terra scotta, regia di Anthony Mann (1958)
- Un adulterio difficile (1960)
- Le 7 facce del Dr. Lao (7 Faces of Dr. Lao), regia di George Pal (1964)